# Alseodaphne semecarpifolia
Alseodaphne semecarpifolia är en lagerväxtart som beskrevs av Christian Gottfried Daniel Nees von Esenbeck. Alseodaphne semecarpifolia ingår i släktet Alseodaphne och familjen lagerväxter. Utöver nominatformen finns också underarten A. s. angustifolia.